# Sigmund Bergmann
Leonhard Sigmund Ludwig Bergmann, född 9 juni 1851 i Tennstedt, död 7 juli 1927 i Berlin, var en tysk-amerikansk entreprenör och uppfinnare. 1870 grundade han och Thomas Edison företaget S. Bergmann & Company. 1890 flyttade han tillbaka till Berlin efter ha blivit utköpt och grundade ett nytt företag Sigmund Bergmann & Co som under åren 1890-1927 växte till ett industriimperium.
Bergmanns namn lever kvar genom produkten Bergmannrör som var ett isoleringsrör som förr användes för elinstallation.